# Hydractinia meteoris
Hydractinia meteoris is een hydroïdpoliep uit de familie Hydractiniidae. De poliep komt uit het geslacht Hydractinia. Hydractinia meteoris werd in 1938 voor het eerst wetenschappelijk beschreven door Thiel. 